# Blake (nome)
Blake  è un nome proprio di persona inglese maschile e, di rado, utilizzato anche al femminile.

## Origine e diffusione
Deriva dal diffuso cognome inglese Blake, derivato dall'antico inglese blæc, "nero", o, all'opposto, blāc "pallido"; nel primo caso è analogo per significato a Cole, Gethin, Mauro, Moreno e Melania. Di utilizzo principalmente maschile, è però utilizzato anche al femminile.

## Onomastico
Il nome è adespota, cioè non è portato da alcun santo. L'onomastico quindi si festeggia il giorno di Ognissanti, che è il 1º novembre.

## Persone

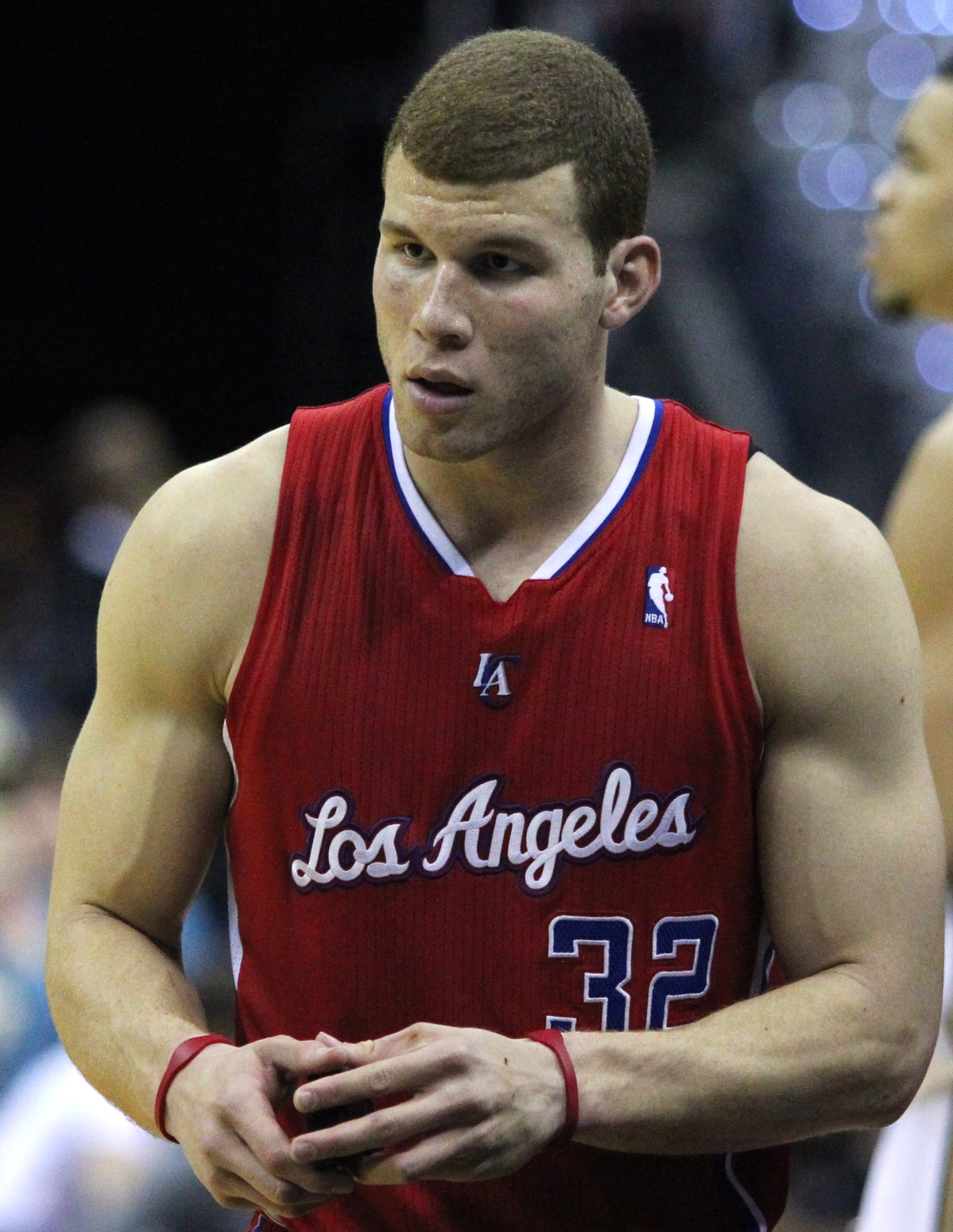
Blake Griffin

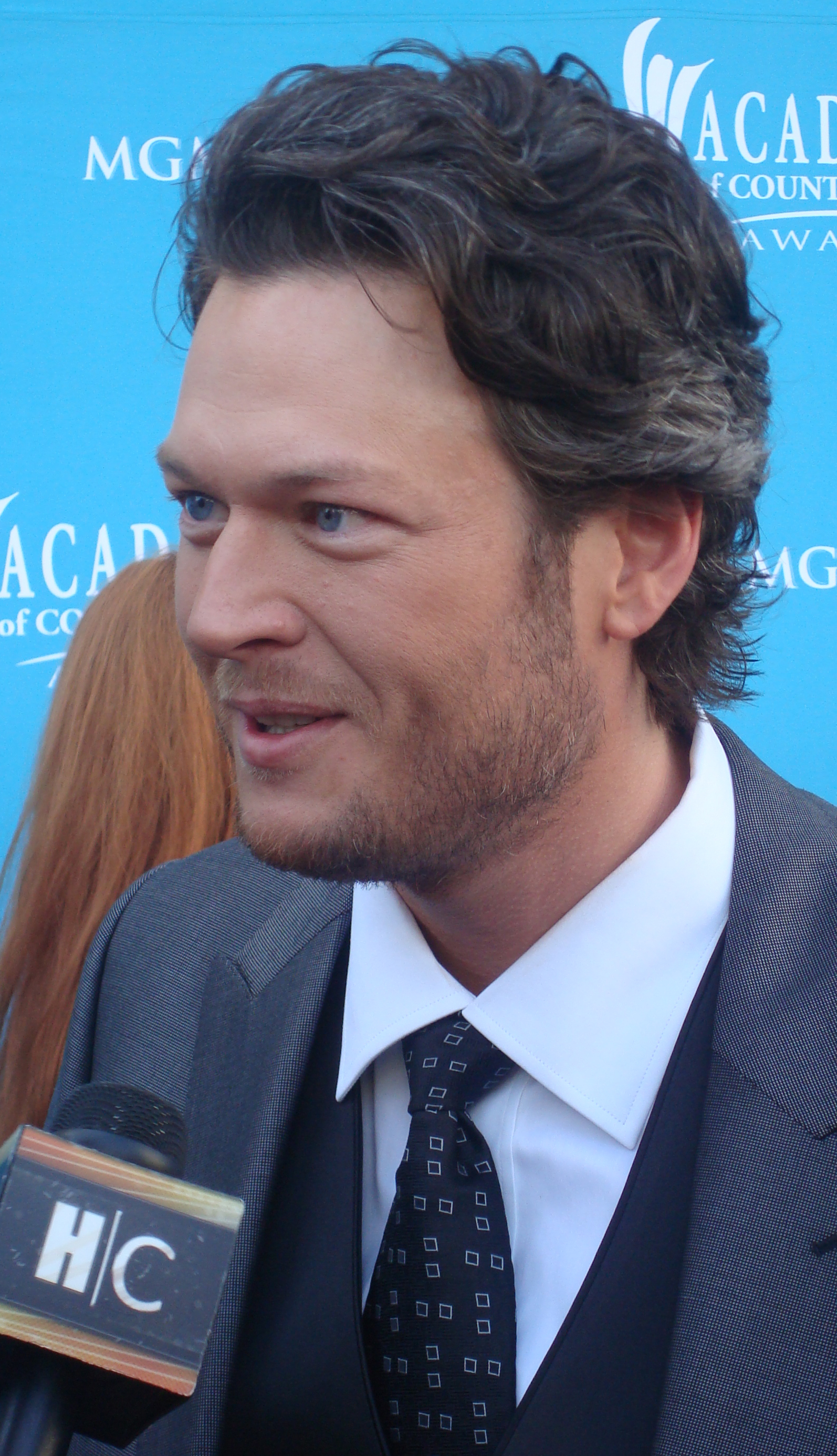
Blake Shelton

- Blake Ahearn, cestista statunitense
- Blake Aldridge, tuffatore britannico
- Blake Bashoff, attore statunitense
- Blake Brettschneider, calciatore statunitense
- Blake Clark, attore, doppiatore e sceneggiatore statunitense
- Blake Edwards, regista, sceneggiatore, attore e produttore cinematografico statunitense
- Blake Fleming, batterista statunitense
- Blake Foster, attore statunitense
- Blake Griffin, cestista statunitense
- Blake Harper, pornoattore canadese
- Blake Heron, attore statunitense
- Blake Lewis, cantante statunitense
- Blake McGrath, ballerino, cantante e attore canadese
- Blake Michael, attore, cantante e modello statunitense
- Blake Morrison, poeta e scrittore britannico
- Blake Neely, compositore, direttore d'orchestra, arrangiatore, orchestratore e musicologo statunitense
- Blake Nelson, scrittore statunitense
- Tim Blake Nelson, attore e regista statunitense
- Blake Ritson, attore e regista britannico
- Blake Ross, informatico statunitense
- Blake Shelton, cantante e musicista statunitense
- Blake Skjellerup, pattinatore di short track neozelandese
- Blake Stepp, cestista statunitense
- Blake Tuomy-Wilhoit, attore statunitense
- Blake Woodruff, attore statunitense

### Variante femminile Blake
- Blake Lively, attrice e modella statunitense

## Il nome nelle arti
- Blake Carrington è un personaggio della serie televisiva Dynasty.
- Blake Hill è un personaggio della sit-com Jake & Blake.
- Blake Stone è un personaggio del videogioco Blake Stone: Aliens of Gold.
- Blake Thorpe Marler è un personaggio della soap opera Blake Thorpe Marler.